# 上越インター富岡バスストップ
上越インター富岡バスストップ（じょうえつインターとみおかバスストップ）は、新潟県上越市富岡の国道18号上新バイパス上にあるバス停留所。北陸自動車道の上越インターチェンジ南側にある。

## 主な路線

### 県外線
- 東京 - 上越線（池袋行は乗車のみ、直江津行は降車のみ）
高田駅前 - 上越インター富岡BS - 頸城BS

### 県内線
- 【ときライナー】Ｊ 上越線（一部の便は高田発着）
寺村 - 上越インター富岡BS - 頸城BS

## 付帯施設
無料駐車場が設けられている。

## 周辺
- 上越ウイングマーケットセンター

## 隣
国道18号上新バイパス
寺IC - 上越インター富岡BS - 富岡IC